# Aviv Kochavi

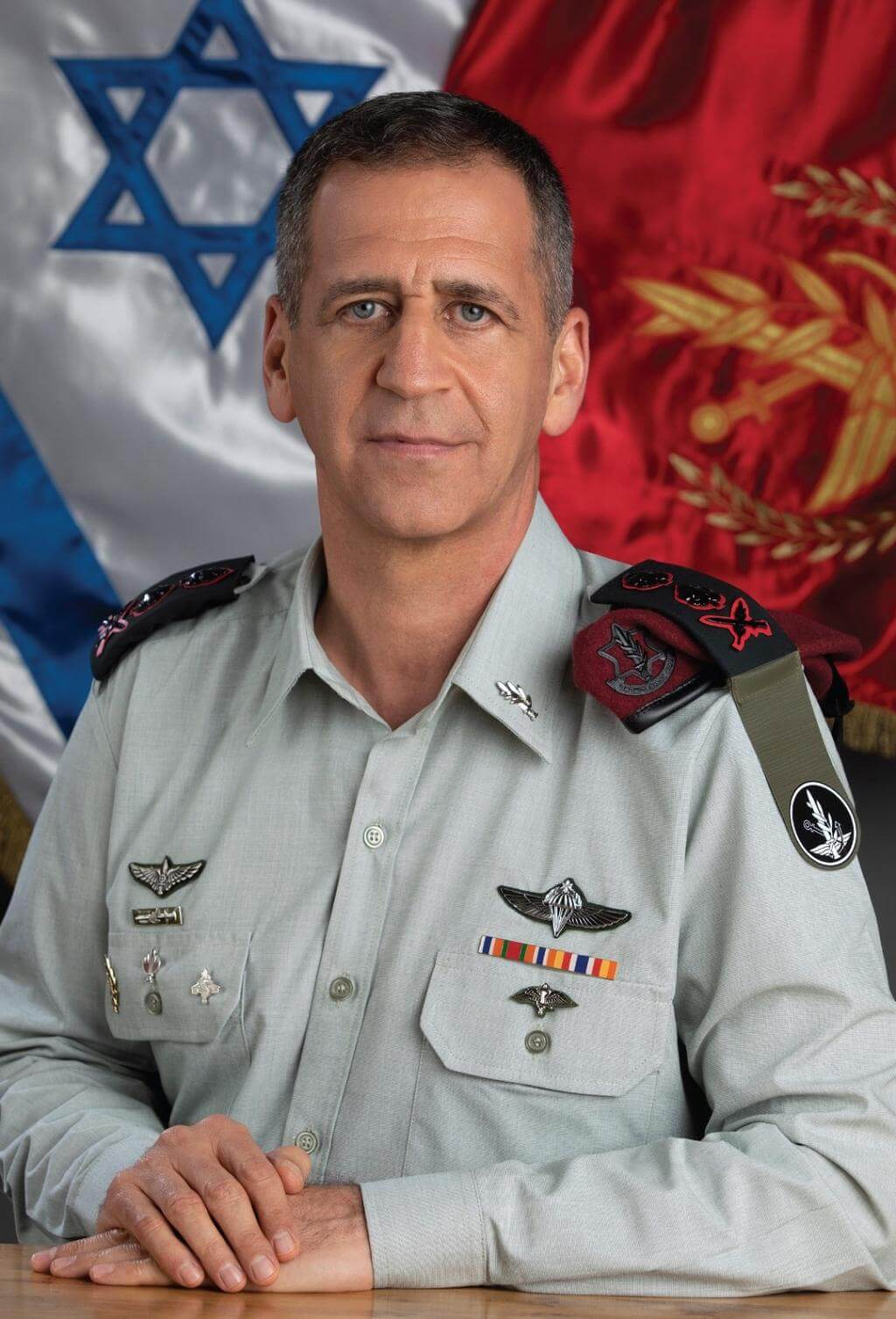
Aviv Kochavi (2019)

Aviv Kochavi (hebräisch אביב כוכבי; * 23. April 1964 in Kirjat Bialik) ist ein israelischer Offizier. Er ist Generalleutnant (Rav Aluf) und war vom 15. Januar 2019 bis 31. Dezember 2022 der 22. Generalstabschef (Ramatkal) der Israelischen Streitkräfte, als Nachfolger von Gadi Eizenkot.

## Militärische Laufbahn
Im August 1982 kam Aviv Kochavi seiner Wehrpflicht nach und trat in die 890. Echis Fallschirmjäger-Brigade ein. Nach einer Offizierausbildung wurde er 1985 Offizier der Infanterie und Berufssoldat. Er war sowohl an Einsätzen während der Ersten und der Zweiten Intifada, an den Libanonkriegen 1982 und 2006 als auch an Militäreinsätzen im Gazastreifen beteiligt.
Kochavi kommandierte verschiedene Militäreinheiten. So war er 2005 Kommandant der Gaza Division während des Rückzugs der israelischen Armee aus dem Gazastreifen basierend auf dem einseitigen Abkoppelungsplanes Israels. Später führte er die Division Operationen der Abteilung für Operationen und war von 2010 bis 2014 Direktor des Militärgeheimdienstes Aman. November 2014 bekam er das Israelische Nordkommando und Mai 2017 wurde er stellvertretender Chef des Generalstabes.

## Privates und Ausbildung
Kochavi wuchs in seinem Geburtsort Kirjat Bialik auf, einer Stadt in der Nähe von Haifa. Während seiner Jugend war er Mitglied von HaMachanot HaʿOlim, ein Jugendverband linker Zionisten. Er ist Veganer, verheiratet und hat drei Töchter.
Kochavi studierte Philosophie an der Hebräischen Universität Jerusalem, Verwaltungswissenschaft an der Harvard-Universität und Internationale Beziehungen an der Johns-Hopkins-Universität.